# Dalian Greenland Center
Le Dalian Greenland Center est un gratte-ciel de 88 étages en construction à Dalian en Chine depuis 2014. Il devrait culminer à 518 mètres. Il abritera un hôtel cinq étoiles avec 260 chambres ainsi que 265 appartements. Un observatoire sera accessible à la hauteur de 406.5 mètres. Les travaux sont actuellement suspendus.